# Clifton Collins Jr.
Clifton Craig Collins Jr., conosciuto anche come Clifton Gonzalez-Gonzalez (Los Angeles, 16 giugno 1970), è un attore statunitense di origini messicane.

## Biografia

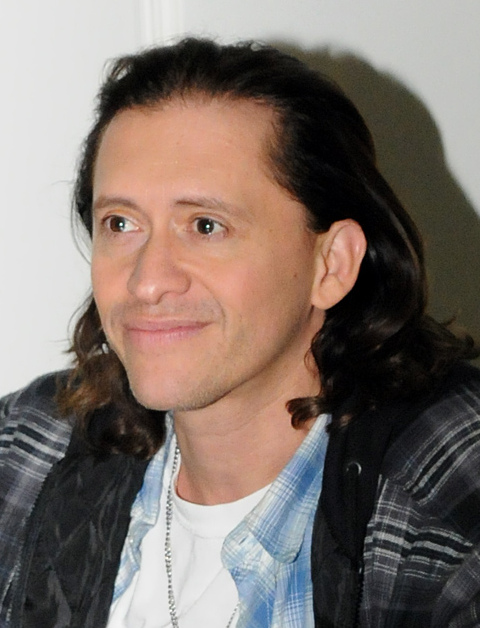
Collins Jr nel 2013

Nato in California, debutta nel 1991 nel film Grand Canyon - Il cuore della città; in seguito recita nei film 2013 - La fortezza e Nella giungla di cemento, facendosi accreditare come Clifton Gonzalez-Gonzalez in onore di suo nonno, l'attore messicano Pedro Gonzalez Gonzalez, noto per le sue partecipazioni ai film western con John Wayne.
Nel 1995 partecipa al film Dollari sporchi, mentre nel 2000 recita in Tigerland di Joel Schumacher e Traffic di Steven Soderbergh. Inoltre ha lavorato nei film Il castello, Le regole dell'attrazione e Nella mente del serial killer. Nel 1996 recita in due episodi della quarta stagione del famoso telefilm Walker Texas Ranger, ossia nei due episodi de La frontiera dell'inferno, dove interpreta un giovane messicano che vuole andare in America.
Assieme all'attore Samuel L. Jackson e ai rapper Ice-T, MC Eiht, The Game e Young Maylay, presta la voce per il videogioco Grand Theft Auto: San Andreas, dove interpreta Cesar Vialpando; inoltre produce ed interpreta due film indipendenti, Tom 51 e TV: The Movie e ricopre il ruolo dell'omicida Perry Smith in Truman Capote - A sangue freddo. Dopo aver recitato in un piccolo ruolo in Babel di Alejandro González Iñárritu, ottiene il ruolo del Generale Ayel in Star Trek di J. J. Abrams.

## Filmografia parziale

### Cinema
- Grand Canyon - Il cuore della città (Grand Canyon), regia di Lawrence Kasdan (1991)
- 2013 - La fortezza (Fortress), regia di Stuart Gordon (1992)
- Nella giungla di cemento (Menace II Society), regia di Albert e Allen Hughes (1993)
- Poetic Justice, regia di John Singleton (1993)
- The Stöned Age, regia di James Melkonian (1994)
- Milestone, regia di Rob Schmidt – cortometraggio (1995)
- Dollari sporchi (Dead Presidents), regia di Allen Hughes e Albert Hughes (1995)
- Faccia da bastardo (One Tough Bastard), regia di Kurt Wimmer (1995)
- Sergente Bilko (Sgt. Bilko), regia di Jonathan Lynn (1996)
- Codice omicidio 187 (One Eight Seven), regia di Kevin Reynolds (1997)
- The Bad Pack, regia di Brent Huff (1997)
- Costretti ad uccidere (The Replacement Killers), regia di Antoine Fuqua (1998)
- Il meraviglioso abito color gelato alla panna (The Wonderful Ice Cream Suit), regia di Stuart Gordon (1998)
- Mascara, regia di Linda Kandel (1999)
- My Sweet Killer, regia di Justin Dossetti (1999)
- Una voce per gridare (Light It Up), regia di Craig Bolotin (1999)
- Road Dogz, regia di Alfredo Ramos (2000)
- Price of Glory, regia di Carlos Ávila (2000)
- Tigerland, regia di Joel Schumacher (2000)
- Traffic, regia di Steven Soderbergh (2000)
- Il castello (The Last Castle), regia di Rod Lurie (2001)
- Le regole dell'attrazione (The Rules of Attraction), regia di Roger Avary (2002)
- American Girl, regia di Jordan Brady (2002)
- Nella mente del serial killer (Mindhunters), regia di Renny Harlin (2004)
- Life of the Party, regia di Barra Grant (2005)
- Tom 51, regia di Ron Carlson (2005)
- Truman Capote - A sangue freddo (Capote), regia di Bennett Miller (2005)
- Dirty - Affari sporchi (Dirty), regia di Chris Fisher (2005)
- TV: The Movie, regia di Sam Macaroni (2006)
- Babel, regia di Alejandro González Iñárritu (2006)
- The Horsemen (Horsemen), regia di Jonas Åkerlund (2008)
- Sunshine Cleaning, regia di Christine Jeffs (2008)
- Star Trek, regia di J. J. Abrams (2009)
- Crank: High Voltage, regia di Mark Neveldine, Brian Taylor (2009)
- Brothers, regia di Jim Sheridan (2009)
- La partita perfetta (The Perfect Game), regia di William Dear (2009)
- Extract, regia di Mike Judge (2009)
- The Boondock Saints 2 - Il giorno di Ognissanti (The Boondock Saints II: All Saints Day), regia di Troy Duffy (2009)
- The Experiment, regia di Paul Scheuring (2010)
- Scott Pilgrim vs. the World, regia di Edgar Wright (2010)
- Parker, regia di Taylor Hackford (2013)
- Pacific Rim, regia di Guillermo del Toro (2013)
- Transcendence, regia di Wally Pfister (2014)
- Man Down, regia di Dito Montiel (2015)
- Stung, regia di Benni Diez (2015)
- Hacker - Soldi facili (Hacker), regia di Aqan Sataev (2016)
- Codice 999 (Triple 9), regia di John Hillcoat (2016)
- M.F.A., regia di Netalia Leite (2017)
- Il corriere (The Mule), regia di Clint Eastwood (2018)
- Super Troopers 2, regia di Jay Chandrasekhar (2018)
- Honey Boy, regia di Alma Har'el (2019)
- C'era una volta a... Hollywood (Once Upon a Time in... Hollywood), regia di Quentin Tarantino (2019)
- Running with the Devil - La legge del cartello (Running with the Devil), regia di Jason Cabell (2019)
- Waves, regia di Trey Edward Shults (2019)
- Lucky Day, regia di Roger Avary (2019)
- Breaking News a Yuba County (Breaking News in Yuba County), regia di Tate Taylor (2021)
- After Yang, regia di Kogonada (2021)
- La fiera delle illusioni (Nightmare Alley), regia di Guillermo del Toro (2021)
- Rosso, bianco & sangue blu (Red, White & Royal Blue), regia di Matthew Lopez (2023)
- Eddington, regia di Ari Aster (2025)

### Televisione
- Freddy's Nightmares (Freddy's Nightmares: A Nightmare on Elm Street: The Series) – serie TV, episodio 2x16 (1990)
- Flash (The Flash) – serie TV, episodio 1x05 (1990)
- New Adam-12 (The New Adam-12) – serie TV, episodio 1x23 (1991)
- Due come noi (Jake and the Fatman) – serie TV, episodio 5x03 (1991)
- Ricomincio da povero (For Richer, for Poorer), regia di Jay Sandrich – film TV (1992)
- Acapulco H.E.A.T. – serie TV, episodio 1x07 (1993)
- Witch Hunt - Caccia alle streghe (Witch Hunt), regia di Paul Schrader – film TV (1994)
- Un papà da prima pagina (Madman of the People) – serie TV, episodio 1x12 (1995)
- Walker Texas Ranger (Walker, Texas Ranger) – serie TV, episodi 4x17-4x18 (1996)
- Mike Land: professione detective (Land's End) – serie TV, episodio 1x17 (1996)
- E.R. - Medici in prima linea (ER) – serie TV, episodio 3x17 (1997)
- NYPD - New York Police Department (NYPD Blue) – serie TV, episodio 4x18 (1997)
- Un detective in corsia (Diagnosis: Murder) – serie TV, episodio 6x08 (1998)
- Più forte ragazzi (Martial Law) – serie TV, episodio 2x07 (1999)
- Resurrection Blvd. – serie TV, episodi 1x13-1x16-1x17 (2000-2001)
- The Twilight Zone – serie TV, episodio 1x24 (2002)
- Alias – serie TV, episodi 3x04-3x05-3x07 (2003)
- The Shield – serie TV, episodi 6x05-6x07 (2007)
- Masters of Science Fiction – serie TV, episodio 1x05 (2007)
- Fear Itself – serie TV, episodio 1x03 (2008)
- Southland – serie TV, episodio 2x04 (2010)
- The Event – serie TV, 13 episodi (2010-2011)
- CSI: NY – serie TV, episodi 7x20-7x21 (2011)
- Red Widow – serie TV, 8 episodi (2013)
- The Blacklist – serie TV, episodio 1x04 (2013)
- Ballers – serie TV, 7 episodi (2015-2017)
- Westworld - Dove tutto è concesso (Westworld) – serie TV, 10 episodi (2016-2020)
- Veronica Mars – serie TV, 8 episodi (2019)
- The Stand – miniserie TV, episodio 1x06 (2021)

## Doppiatori italiani
Nelle versioni in italiano delle opere in cui ha recitato, Clifton Collins Jr. è stato doppiato da:
- Pasquale Anselmo in Babel, Red Widow, Codice 999, Honey Boy, Breaking News a Yuba County
- Christian Iansante in The Horsemen, Star Trek, The Blacklist, Westworld - Dove tutto è concesso
- Roberto Gammino in Traffic, Le regole dell'attrazione, Rosso, bianco & sangue blu
- Luigi Ferraro in Codice omicidio 187, Sunshine Cleaning
- Alessandro Budroni in The Experiment, Il corriere - The Mule
- Andrea Lavagnino in Transcendence, Southland
- Francesco Pezzulli in Una voce per gridare, Walker Texas Ranger
- Sandro Acerbo in 2013 - La fortezza
- Corrado Conforti in Tigerland
- Mirko Mazzanti ne Il castello
- Simone Mori in Nella mente del serial killer
- Fabio Boccanera in Truman Capote - A sangue freddo
- Daniele Demma in Thief - Il professionista
- Alessandro Rigotti in The Shield
- Angelo Maggi in Brothers
- Loris Loddi in The Perfect Game
- Alessandro Messina in Scott Pilgrim vs. the World
- Lorenzo Scattorin in Parker
- Gianfranco Miranda in Pacific Rim
- Stefano Thermes in Ballers
- Fabrizio Dolce in Super Troopers 2
- Stefano Crescentini in After Yang
- Francesco De Francesco ne La fiera delle illusioni - Nightmare Alley